# Camut Band
Camut Band en 1994 en Barcelona, los bailarines de percusión Lluís y Rafael Méndez junto al percusionista Toni Español, fundaron la compañía Camut Band creando espectáculos de claqué (también conocido como tap dance) y percusión africana. En sus espectáculos los bailarines de claqué bailan encima de unos tambores muy grandes, rasgo que les caracteriza como formación y utilizan también una peculiar técnica de la danza rítmica, el baile sobre arena o sand dance, de la cual el bailarín Guillem Alonso es un gran especialista.

## Espectáculos
Keatoniana
En 1997 se unieron al pianista Jordi Sabatés en el espectáculo “Keatoniana, un sueño de Buster Keaton”, en un inteligente encuentro entre cine, música y danza.
Ferran Riera (24 de febrero de 1998). «El Mundo. Un hallazgo». (enlace roto disponible en Internet Archive; véase el historial, la primera versión y la última).
La vida es ritmo
En 1999 crearon el espectáculo “La Vida es Ritmo” con el que han viajado por todo el mundo: Barcelona, Edimburgo, Madrid, Londres, Hamburgo, Dublín, Nueva York, Hong Kong, Dubái, Atenas, Tokio, Adelaida, Bahrain, Dunedin, Den Haag, Génova, entre otras.